# Le Noyer, Savoie
Le Noyer är en kommun i departementet Savoie i regionen Auvergne-Rhône-Alpes i sydöstra Frankrike. Kommunen ligger i kantonen Le Châtelard som tillhör arrondissementet Chambéry. År 2022 hade Le Noyer 220 invånare.

## Befolkningsutveckling
Antalet invånare i kommunen Le Noyer
| Referens: INSEE |